# Editorial Dalya
Editorial Dalya es una editorial española independiente dedicada a la  edición y publicación de obras literarias. Fue fundada por Francisco Mesa Varela el 23 de abril de 2013, con motivo de la efeméride del Día Internacional del Libro,  en San Fernando (Cádiz).

## Trayectoria
La Editorial Dalya  nació con  el propósito de alternar la publicación de obras de autores consagrados en el panorama literario con las de otros autores nóveles, siendo una constante a lo largo de su trayectoria la edición de nuevas voces y estilos literarios tanto en prosa como en verso, con la salvedad de que no publica por las modalidades de coedición ni autoedición. Para potenciar valores como la solidaridad y acercar a los jóvenes a la literatura y las artes escénicas, esta editorial convoca cada año un Premio Internacional para obras de Teatro Juvenil con una importante dotación económica y la posterior publicación de la obra ganadora, además de la representación teatral.
Aunque la idea inicial era dedicarse exclusivamente a la literatura, entre sus fondos también han tenido cabida otro tipo de obras como ensayos, tesis o memorias. 
Distribuye sus libros en todos los países de habla hispana y también a nivel internacional en inglés, francés, italiano  y alemán, entre otros idiomas. Cuenta con varias colecciones: narrativa, teatro, poesía,  biografías, humor, que responden al  género, al contenido y a la temática de la publicación. 
En el catálogo de la editorial aparecen obras originales  en lengua española  de autores como Enrique Gallud Jardiel, el escritor de ciencia ficción Ángel Torres Quesada, el crítico cinematográfico Hilario J. Rodríguez, el historiador y filósofo José Luis Abellán o el poeta y cantautor Fernando Lobo,  además de un número significativo de títulos que ponen al alcance de los lectores obras desaparecidas de autores, entre los que se encuentran los nombres de Enrique Jardiel Poncela (1901-1952) y  Fernando Quiñones (1930-1998) o inéditas de jóvenes creadores que publican sus primeros libros, junto a las de otros escritores contemporáneos consolidados algunas de las cuales, incluso, han sido llevadas al cine, como la obra de teatro Madre amadísima, de Santiago Escalante. 
Entre los reconocimientos se ha destacado su apoyo a la revitalización de las Ferias del Libro en la Bahía de Cádiz
y por haber sido la primera editorial en traducir al castellano la poesía de Edward Lucie-Smith.

## Premios
- Premio Internacional para obras de Teatro Juvenil